# Fast vägförbindelse Nagu-Pargas

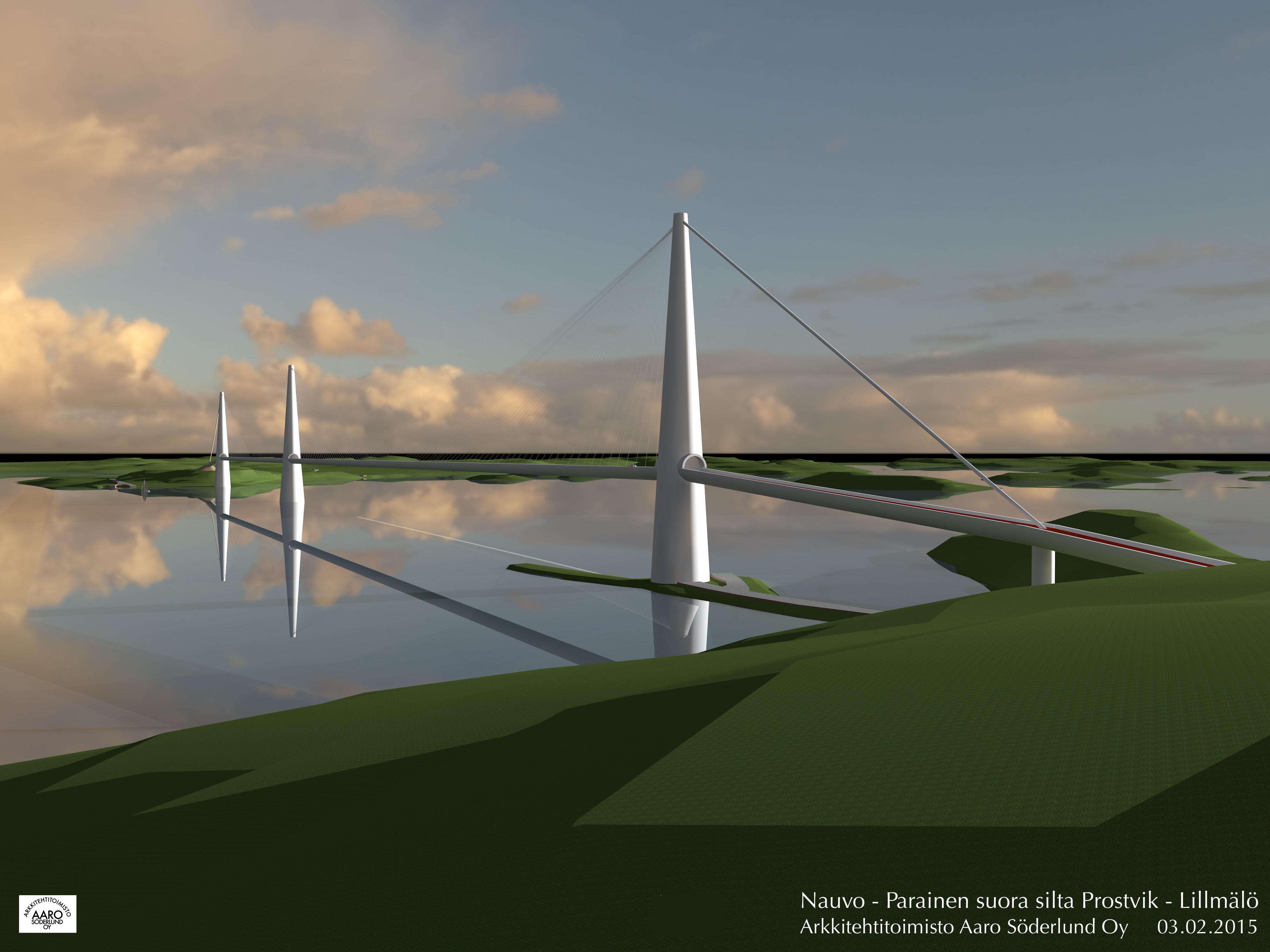
Nagu - Pargas rak bro från Prostviks Kalvudd

En fast vägförbindelse mellan Pargas och Nagu i landskapet Egentliga Finland har diskuterats sedan 1960-talet , i flera olika omgångar. De flesta politiker och invånare är överens om att en fast vägförbindelse behövs, men när det gäller hur den borde förverkligas går åsikterna isär. 
Både bro- och tunnelbygge har diskuterats, men en bro har förespråkats både av myndigheterna och av invånare.  Myndigheterna har ändå ännu inte fattat ett officiellt beslut om den potentiella vägförbindelsen borde utgöras av en bro eller av en tunnel.  Det är också fortfarande oklart hur projektet skulle finansieras. 

## Historia

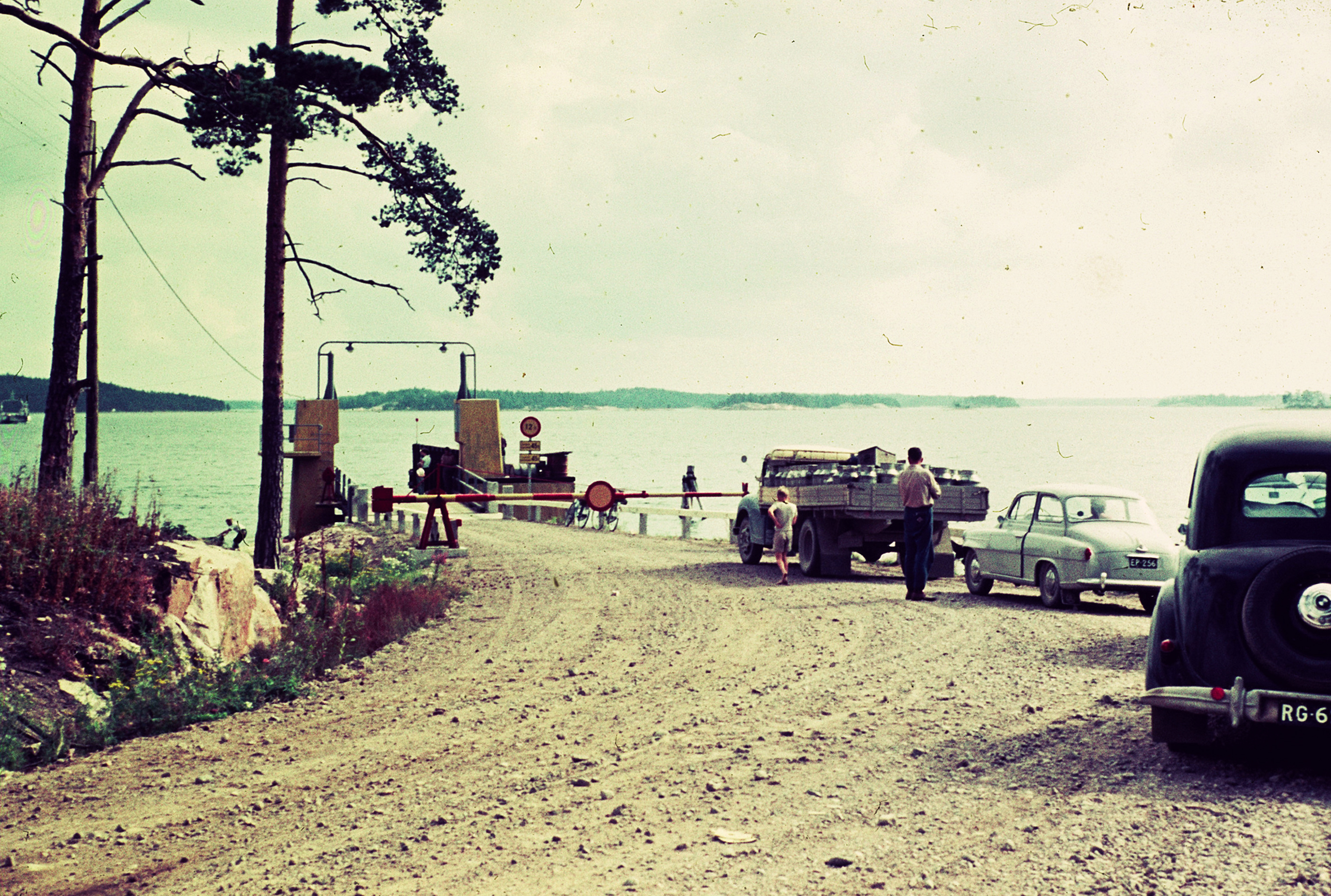
Färjfästet vid Prostvik i augusti 1957.

Redan på 1960-talet fanns en vision om att skapa en fast vägförbindelse från fastlandet till Åland, via Pargas och Nagu (Insinööritoimisto Koskela & Lehvonen, 1966: Kiinteä tieyhteys Ahvenanmaa – manner-Suomi). Under årens lopp har olika alternativ diskuterats i olika omgångar och de senaste årtiondena har flera officiella planläggningsdokument och utredningar publicerats.
Vägsträckningen från Vikom över till Biskopsö och Norrströmsbron mellan Biskopsö och Ernholm öppnades 1993, varvid en färjsträcka Vikom – Ernholm (Emtholm - Korsudden) eliminerades.
Både tunnel- och brobygge har diskuterats för sträckan Pargas-Nagu, men broalternativet har fått mer stöd. År 1995 förespråkade dåvarande kommunikationsminister Ole Norrback att planerna borde framskrida enligt alternativet bro, men inga officiella beslut fattades. Hot om indragningar i färjetrafiken hösten 2014 satte fart på diskussionen igen. 
År 2016 sa den dåvarande kommunikationsministern Anne Berner att hon förespråkar en bro framom en tunnel. 
I december 2018 nobbade regeringen en motion om två miljoner euro för att starta brobygget mellan Pargas och Nagu. Motionen hade lagts fram av SFP-politikern Stefan Wallin.

Långa färjköer har bidragit till att en majoritet av invånarna gärna skulle se ett alternativ till färjetrafiken.  
År 2017 började den eldrivna hybridfärjan Elektra trafikera rutten Pargas-Nagu. Enligt färjeoperatören Finlands Färjetrafik Ab, Finferries, är Elektra Finlands mest miljövänliga färja. Färjans primära energikälla är ett batteripaket som laddas med landström.  Den nya färjan rymmer fler bilar och har bidragit till att köerna har minskat. Under midsommaren 2019 trafikerade tre färjor rutten, i motsats till två midsommaren 2018.  Det bidrog till mindre köbildning och nöjdare trafikanter.

## Utredningar om behovet av bro

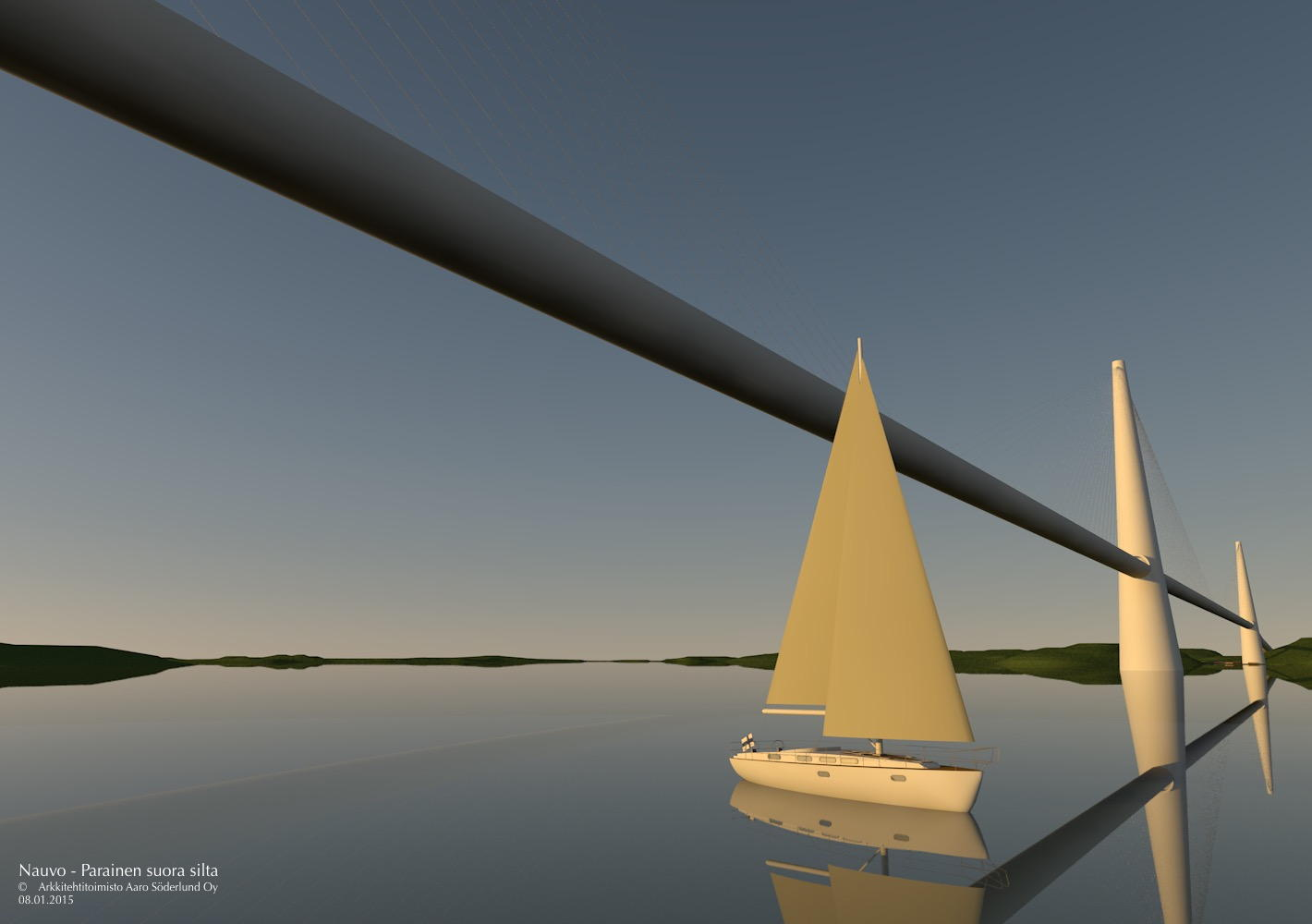
Nagu - Pargas rak bro

År 2018 gjorde Stiftelsen för projektforskning en utredning av de socioekonomiska effekterna av en fast vägförbindelse till Nagu. Rapporten slog fast att det finns goda argument för att ersätta den nuvarande färjetrafiken mellan Pargas och Nagu med en fast vägförbindelse, förutsatt att färjetrafiken hålls på nuvarande nivå. Utredningen visade att en fast vägförbindelse skulle medföra  klart förbättrad tillgänglighet, ökat arbetsmarknadsområde (t.ex. bättre möjligheter
till pendling) och ökad omsättning i området, framförallt inom turismen. Rapporten konstaterade också att en fast vägförbindelse är en långsiktig, smidig och fungerande transportlösning som förväntas bidra till att vända den negativa befolkningsutvecklingen i området och därmed trygga den åboländska skärgårdens fortsatta livskraft. En dylik utveckling sågs i Replot i Korsholms skärgård efter att Replotbron togs i bruk 1997.
De som motsätter sig alla alternativ till en fast vägförbindelse har bland annat lyft fram att de är oroade över att skärgårdens exotik ska försvinna. En del har också oroat sig över att en bro kan leda till ökad brottslighet, men erfarenheter från Replotbron har visat att så inte är fallet.

## Alternativa rutter
Flera alternativa rutter och lösningar har diskuterats, bland dem:

### Broförbindelse via Haverö (Erstanbron - Haverö - Mattholmsbron)
Det alternativ som har fått mest stöd är en broförbindelse från Airisto via Haverö över Mattholmsfjärden till Nagu. En bro via Haverö beräknas kosta 120 miljoner euro enligt en kostnadskalkyl som gjordes år 2016. Bron skulle medföra att en landsväg byggs över Haverö. 
En utredning från år 2015 slog fast att av broalternativen skulle en bro via Haverö vara det mest vettiga alternativet ur ett totalekonomiskt perspektiv.
År 2015 uttryckte dåvarande kommunikationsminister Anne Berner sitt stöd för Haverö-alternativet.  Planerna har väckt protester, och år 2016 startades en namninsamling mot planerna. Initiativtagarna ansåg att en väg över Haverö skulle förstöra den idylliska skärgårdsmiljön. 

### Direkt bro från Lillmälö till Prostvik

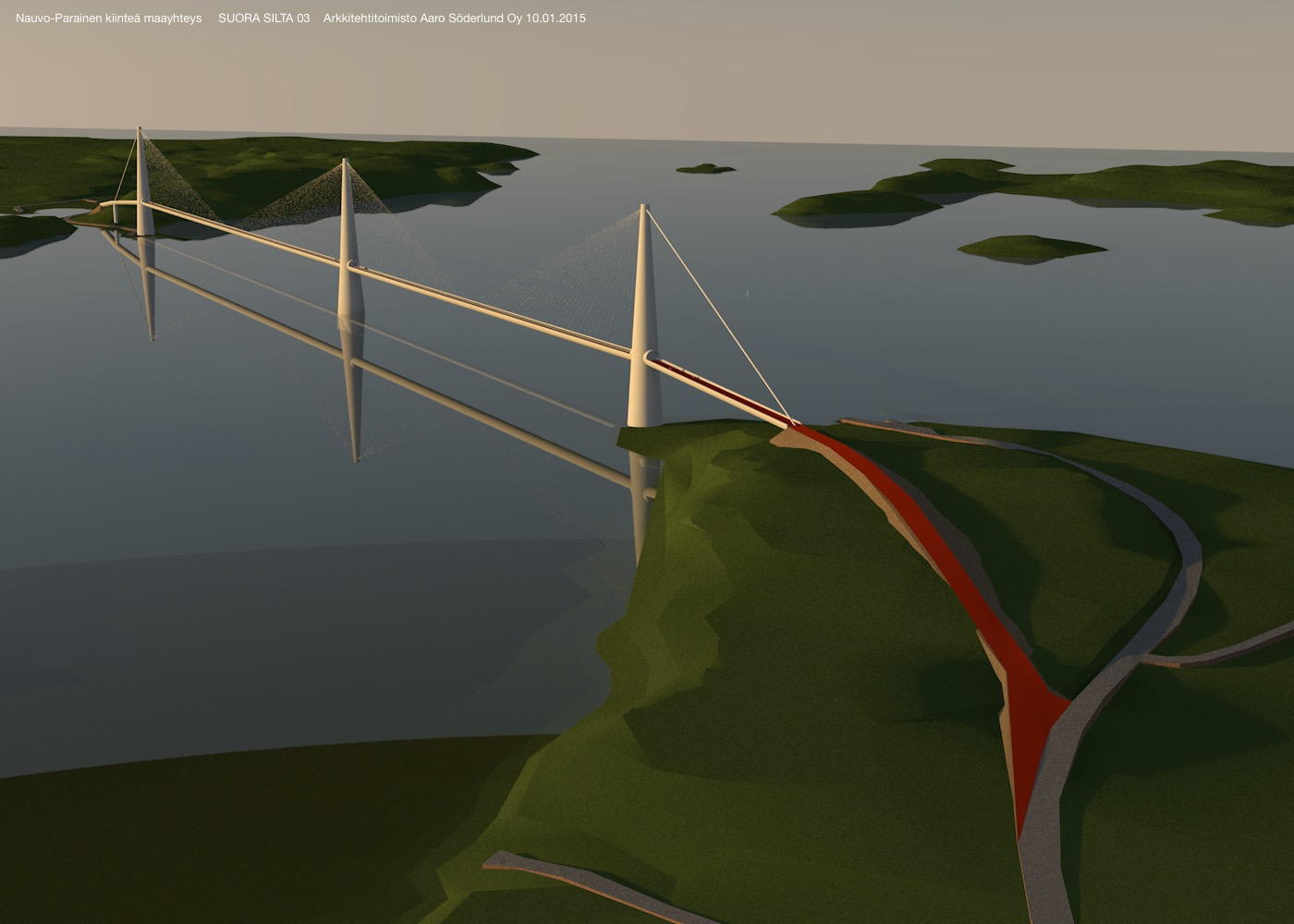
Nagu - Pargas rak bro Lillmälö

Det andra broalternativet är en bro som löper direkt från Lillmälö till Prostvik, invid det nuvarande färjfästet. Det alternativet presenterades först år 2016.
Ännu har ingen miljökonsekvensbedömning gjorts. En kostnadskalkyl som gjordes 2016 uppskattade att det alternativet skulle kosta 215 miljoner euro.

### En tunnel
Ett tredje alternativ är att bygga en 4,5 kilometer lång tunnel under Korsfjärden. En kostnadskalkyl som gjordes år 2008 uppskattade att en tunnel skulle kosta 95 miljoner euro.

### Endast färjetrafik
Det nuvarande avtalet med färjeoperatören Finferries är i kraft till 2022 och Trafikverkets långsiktiga plan då det gäller färjetrafiken sträcker sig till 2030.
Färjetrafiken kostar omkring 6 miljoner euro per år.

## Miljökonsekvensbedömning
Stora byggprojekt kräver en så kallad miljökonsekvensbedömning för att kunna genomföras. År 2002 gjorde NTM-centralen i Egentliga Finland en miljökonsekvensbedömning för bland annat Haverörutten och tunnelalternativet, men den är nu föråldrad. För en direkt bro mellan Pargas och Nagu finns i nuläget ingen sådan bedömning. Att göra en ny bedömning beräknas ta åtminstone två år.

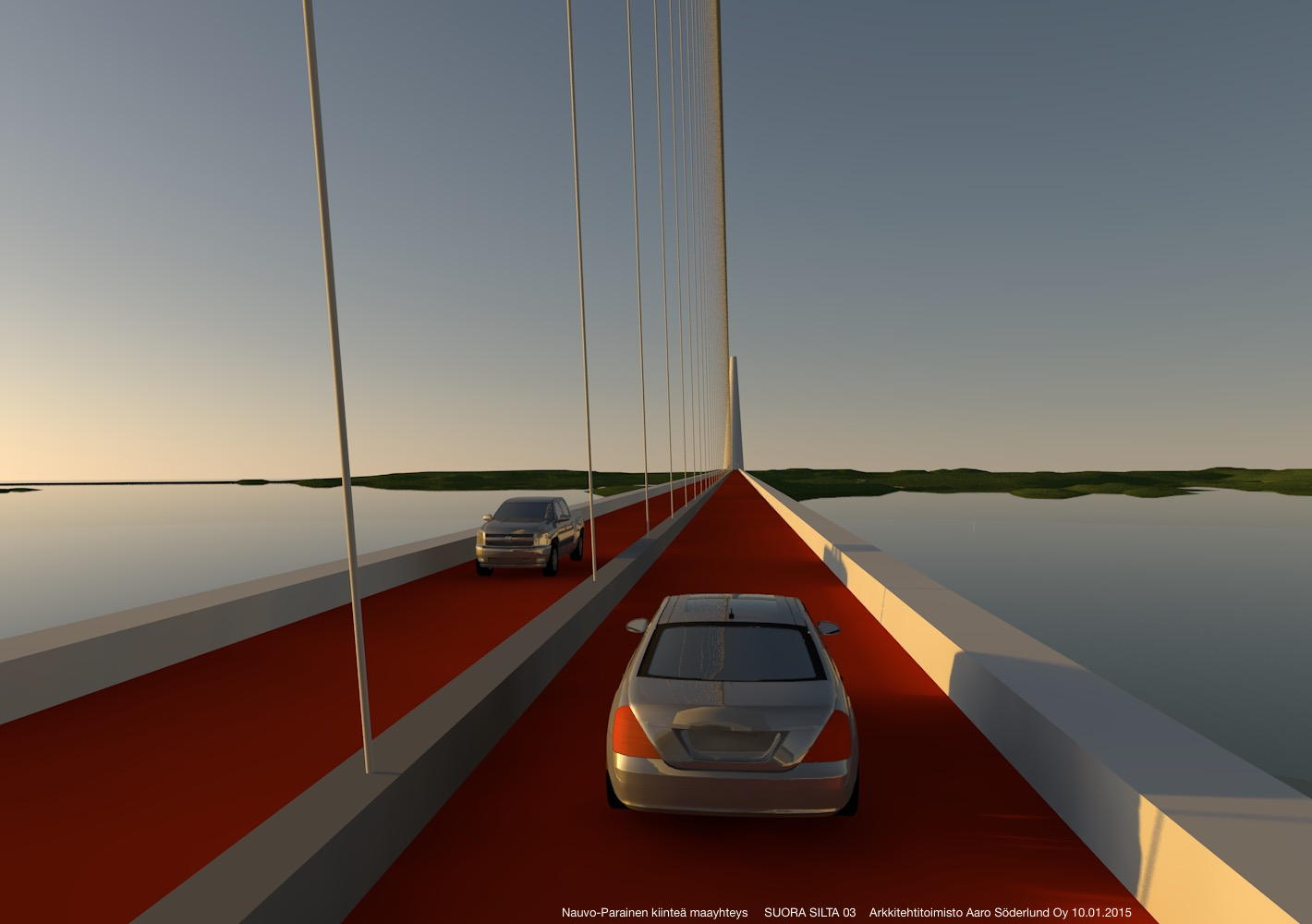
Nagu - Pargas rak bro på väg till Pargas

## Finansieringsmodeller
Sedan 1960-talet har det allmänna antagandet varit att staten skulle finansiera den fasta vägförbindelsen till hundra procent, men det senaste året har också andra alternativ lyfts fram.
I sin rapport år 2018 lyfte Stiftelsen för projektforskning fram en finansieringsmetod som grundar sig på samverkan mellan det offentliga och privata aktörer samt på användaravgifter för de som skulle använda sig av bron. 
Förslaget har väckt kritik, men bland andra Stefan Wallin har ställt sig positivt till tanken, eftersom det kunde bidra till att projektet framskrider.